# Săpunieră

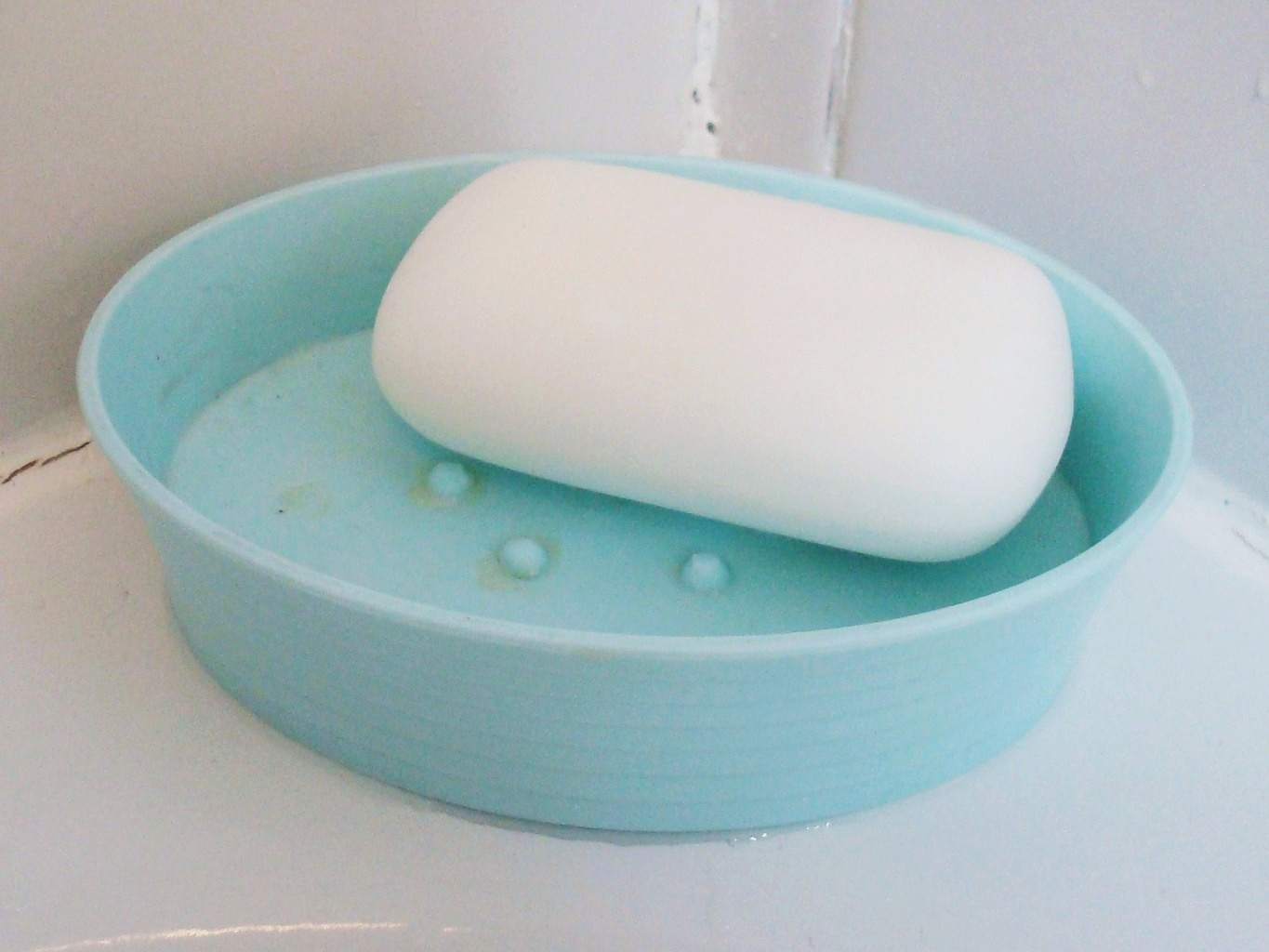
O săpunieră cu un săpun

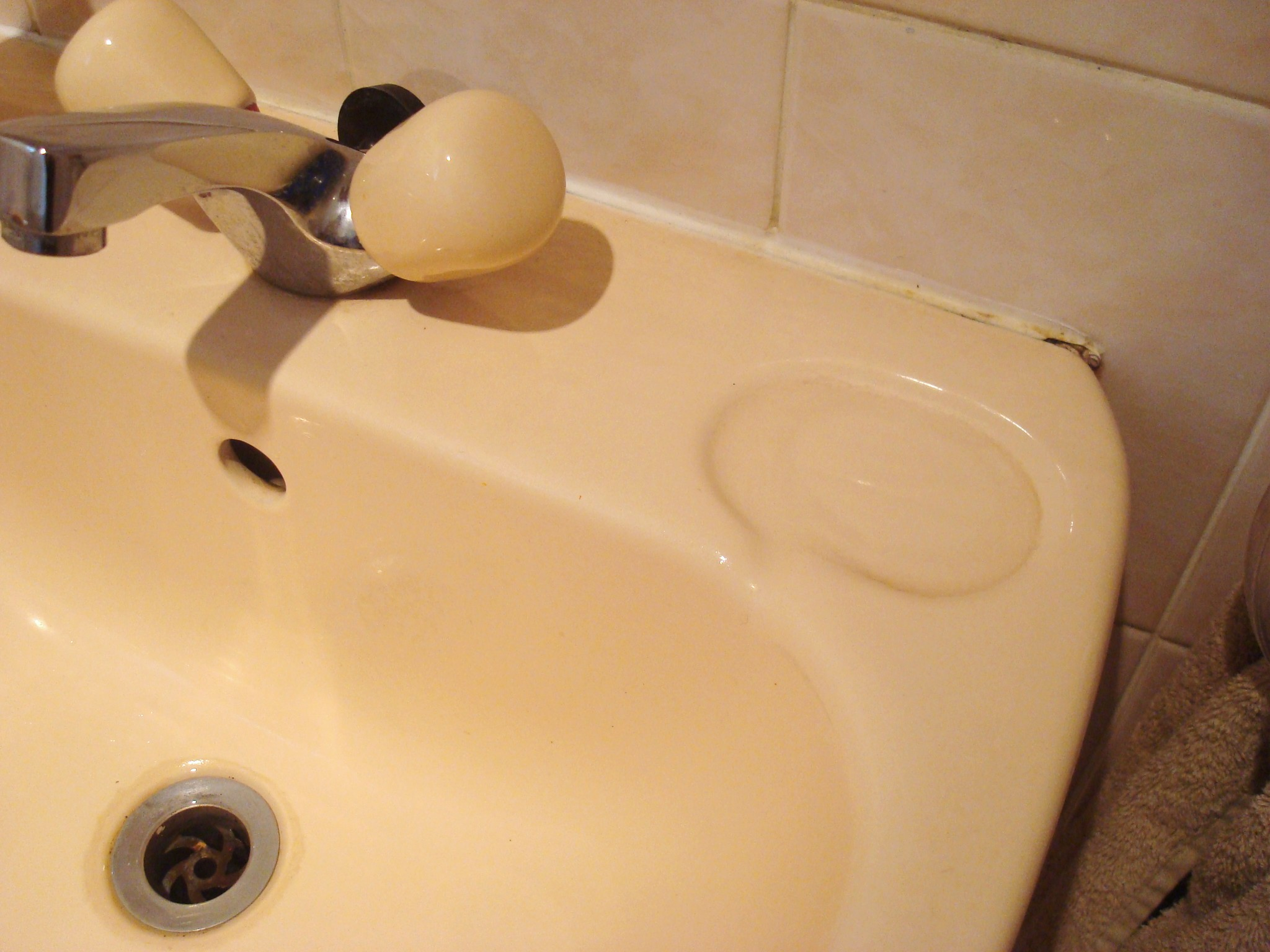
Săpunieră în chiuvetă

Săpuniera este o cutie sau un vas mic în care se ține săpunul de toaletă. Ea poate fi montată si pe un perete. O chiuvetă poate avea o adâncitură folosită ca săpunieră. Poate fi confecționată din ceramică, sticlă, plastic și metal. Mai este numită și savonieră. Pentru săpunul lichid se folosește un recipient de plastic, pentru cel folosit în baile locuințelor, iar în clădirile publice sau în sediile firmelor se folosesc dozatoare de săpun de 300 ml, 500 ml sau 1000 ml, din plastic sau inox, cu funcționare manuală, prin apăsare sau cu senzor.